# Nissan Armada
Nissan Armada – pełnowymiarowy samochód osobowy należący do segmentu SUV produkowany przez japońską firmę Nissan od roku 2004. Oparty został na płycie podłogowej Nissan F-Alpha. Samochód dostępny jest wyłącznie w wersji 4-drzwiowej. Do napędu użyto silnika V8 VK56DE o pojemności 5,6 litra. Moc przenoszona jest na oś tylną / obie osie poprzez 5-biegową automatyczną skrzynię biegów.
Do 2005 roku model nosił nazwę Nissan Pathfinder Armada. W latach 2004–2010 oferowana była bardziej luksusowa wersja Armady przeznaczona na rynek północnoamerykański, nosiła ona nazwę Infiniti QX56.

## Dane techniczne

### Silnik
- V8 5,6 l (5552 cm³), 4 zawory na cylinder, DOHC
- Układ zasilania: wtrysk
- Średnica cylindra × skok tłoka: 98,00 × 92,00 mm
- Moc maksymalna: 321 KM (236 kW) przy 5200 obr./min
- Maksymalny moment obrotowy: 522 N•m przy 3400 obr./min

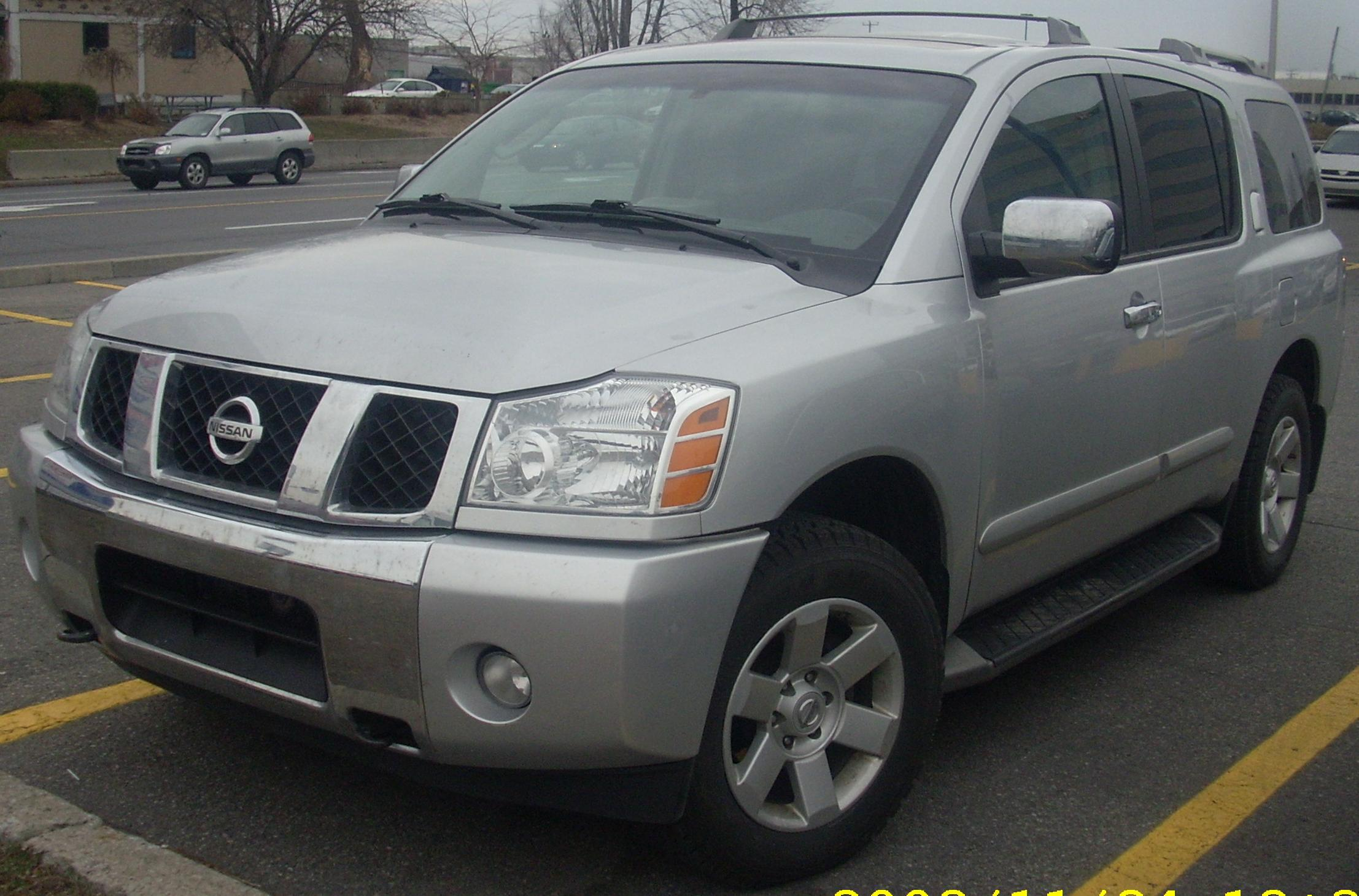
'04 Pathfinder Armada – przód nadwozia

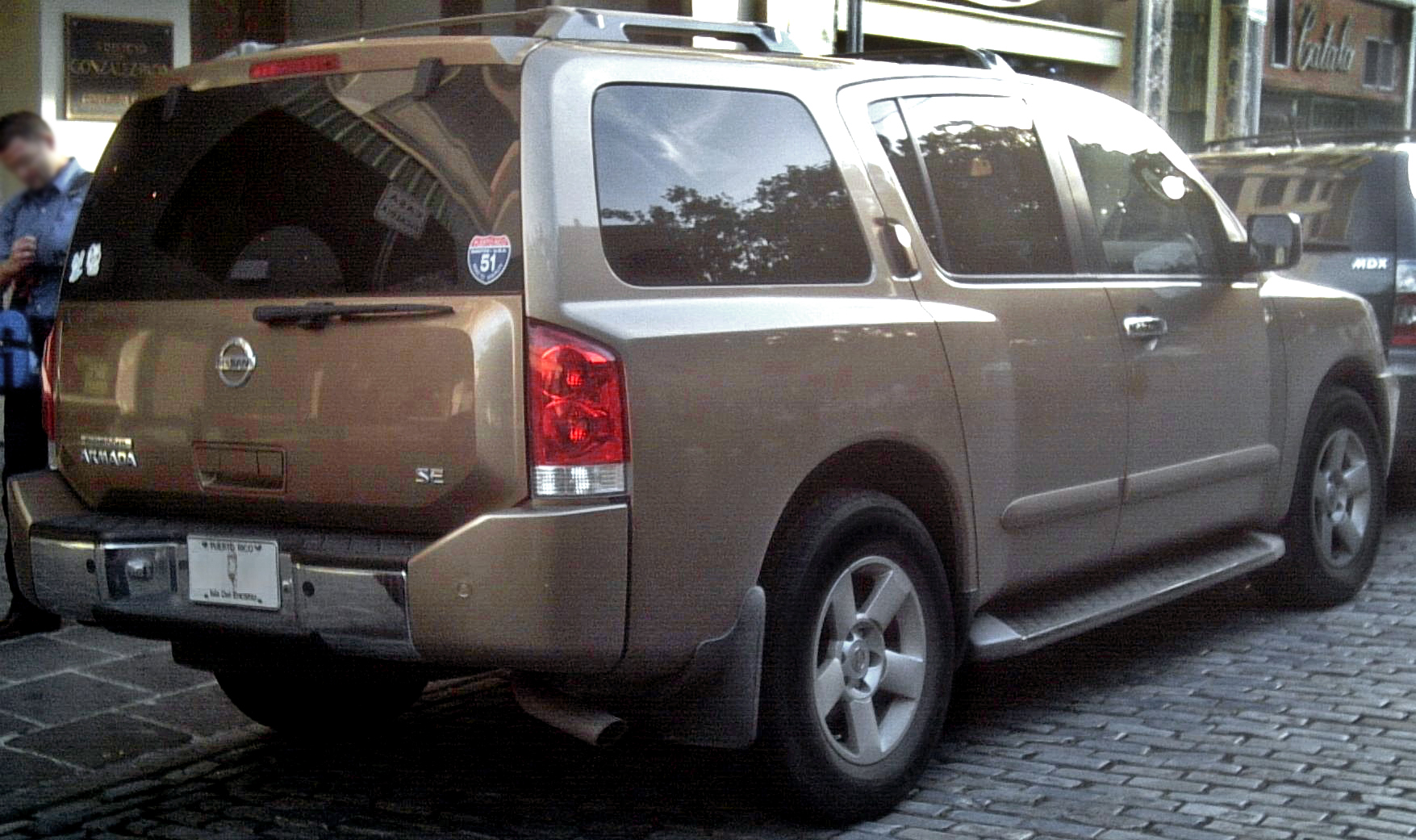
'04 Pathfinder Armada – tył nadwozia